# Super 12 2001
Il Super 12 2001 fu la 6ª edizione del Super Rugby, competizione professionistica di rugby a 15 organizzata dal SANZAR tra i club di Australia, Nuova Zelanda e Sudafrica.
Composta interamente di franchise, si tenne tra febbraio e maggio 2001.
Nella stagione regolare ogni squadra incontrò tutte le altre in partita di sola andata; per non aggravare i costi di trasferta alcuni turni furono di cinque piuttosto che di sei incontri, sì da permettere alle squadre in visita in un continente di disputare tutti gli incontri in giornate consecutive; per tale ragione il calendario prevedette 12 giornate invece di 11.
Per la prima volta dall'istituzione del torneo le squadre della Nuova Zelanda, che fino ad allora ne avevano dominato le edizioni precedenti vincendole tutte, rimasero fuori dalle prime quattro; le semifinali furono di fatto uno scontro interzona tra le australiane (Brumbies contro Reds) e le sudafricane (Coastal Sharks contro Cats); la finale, disputatasi come l'anno precedente a Canberra, vide i Brumbies vincere il loro primo titolo e, con essi, l'Australia entrare nel palmarès del Super Rugby.

## Squadre partecipanti e ambiti territoriali
| Paese         | Squadra     | Sede           | Area                                      |
| ------------- | ----------- | -------------- | ----------------------------------------- |
| Australia     | Brumbies    | Canberra       | Territorio della Capitale Australiana     |
| Australia     | Reds        | Brisbane       | Stato del Queensland                      |
| Australia     | Waratahs    | Sydney         | Stato del Nuovo Galles del Sud            |
| Nuova Zelanda | Blues       | Auckland       | Penisola di North Auckland                |
| Nuova Zelanda | Chiefs      | Hamilton       | Distretti di Hamilton, Tauranga e Rotorua |
| Nuova Zelanda | Crusaders   | Christchurch   | Regione di Canterbury                     |
| Nuova Zelanda | Highlanders | Dunedin        | Distretto di Otago e South Land           |
| Nuova Zelanda | Hurricanes  | Wellington     | Wellington, Palmerston North e Napier     |
| Sudafrica     | Bulls       | Pretoria       | East Rand, Limpopo                        |
| Sudafrica     | Lions       | Johannesburg   | Mpumalanga, Provincia del Nordovest       |
| Sudafrica     | Sharks      | Durban         | KwaZulu-Natal                             |
| Sudafrica     | Stormers    | Città del Capo | Cape Winelands, West Coast                |

## Stagione regolare

### Risultati
|           | 1ª giornata                     |       |
| --------- | ------------------------------- | ----- |
| 23-2-2001 | Coastal Sharks - Northern Bulls | 30-17 |
| 23-2-2001 | Brumbies - Crusaders            | 51-16 |
| 23-2-2001 | Highlanders - Auckland Blues    | 23-8  |
| 24-2-2001 | Stormers - Golden Cats          | 24-29 |
| 24-2-2001 | Queensland Reds - Hurricanes    | 27-18 |
| 24-2-2001 | Waratahs - Waikato Chiefs       | 42-23 |

|           | 4ª giornata                     |       |
| --------- | ------------------------------- | ----- |
| 16-3-2001 | Waikato Chiefs - Auckland Blues | 34-16 |
| 17-3-2001 | Brumbies - Northern Bulls       | 39-30 |
| 17-3-2001 | Golden Cats - Waratahs          | 28-21 |
| 17-3-2001 | Coastal Sharks - Hurricanes     | 39-21 |
| 18-3-2001 | Highlanders - Stormers          | 24-23 |
|           |                                 |       |

|          | 7ª giornata                     |       |
| -------- | ------------------------------- | ----- |
| 6-4-2001 | Hurricanes - Brumbies           | 34-19 |
| 7-4-2001 | Stormers - Queensland Reds      | 29-27 |
| 7-4-2001 | Highlanders - Waratahs          | 39-20 |
| 7-4-2001 | Auckland Blues - Coastal Sharks | 27-41 |
| 8-4-2001 | Northern Bulls - Crusaders      | 29-42 |
| 8-4-2001 | Waikato Chiefs - Golden Cats    | 22-18 |

|           | 10ª giornata                    |       |
| --------- | ------------------------------- | ----- |
| 27-4-2001 | Hurricanes - Waratahs           | 42-17 |
| 27-4-2001 | Stormers - Waikato Chiefs       | 29-15 |
| 28-4-2001 | Crusaders - Coastal Sharks      | 34-24 |
| 28-4-2001 | Queensland Reds - Golden Cats   | 22-16 |
| 28-4-2001 | Northern Bulls - Auckland Blues | 28-25 |
|           |                                 |       |

|          | 2ª giornata                      |       |
| -------- | -------------------------------- | ----- |
| 2-3-2001 | Auckland Blues - Crusaders       | 17-12 |
| 3-3-2001 | Hurricanes - Northern Bulls      | 26-20 |
| 3-3-2001 | Waikato Chiefs - Queensland Reds | 32-29 |
| 3-3-2001 | Coastal Sharks - Brumbies        | 17-16 |
| 3-3-2001 | Golden Cats - Highlanders        | 56-21 |
| 4-3-2001 | Waratahs - Stormers              | 35-7  |

|           | 5ª giornata                  |       |
| --------- | ---------------------------- | ----- |
| 23-3-2001 | Golden Cats - Hurricanes     | 18-15 |
| 23-3-2001 | Crusaders - Queensland Reds  | 32-26 |
| 24-3-2001 | Highlanders - Northern Bulls | 32-10 |
| 24-3-2001 | Brumbies - Stormers          | 40-25 |
| 24-3-2001 | Coastal Sharks - Waratahs    | 42-17 |
|           |                              |       |

|           | 8ª giornata                      |       |
| --------- | -------------------------------- | ----- |
| 13-4-2001 | Auckland Blues - Golden Cats     | 23-26 |
| 13-4-2001 | Brumbies - Waratahs              | 48-21 |
| 14-4-2001 | Hurricanes - Highlanders         | 35-33 |
| 14-4-2001 | Waikato Chiefs - Coastal Sharks  | 8-24  |
| 14-4-2001 | Northern Bulls - Queensland Reds | 19-29 |
| 14-4-2001 | Stormers - Crusaders             | 49-28 |

|          | 11ª giornata                  |       |
| -------- | ----------------------------- | ----- |
| 4-5-2001 | Hurricanes - Waikato Chiefs   | 27-51 |
| 5-5-2001 | Auckland Blues - Brumbies     | 7-35  |
| 5-5-2001 | Northern Bulls - Stormers     | 23-34 |
| 5-5-2001 | Queensland Reds - Highlanders | 33-22 |
| 5-5-2001 | Waratahs - Crusaders          | 25-22 |
|          |                               |       |

|           | 3ª giornata                      |       |
| --------- | -------------------------------- | ----- |
| 9-3-2001  | Hurricanes - Stormers            | 15-27 |
| 10-3-2001 | Crusaders - Waikato Chiefs       | 40-11 |
| 10-3-2001 | Waratahs - Northern Bulls        | 53-7  |
| 10-3-2001 | Golden Cats - Brumbies           | 17-19 |
| 10-3-2001 | Coastal Sharks - Highlanders     | 30-29 |
| 11-3-2001 | Auckland Blues - Queensland Reds | 39-35 |

|           | 6ª giornata                  |       |
| --------- | ---------------------------- | ----- |
| 30-3-2001 | Golden Cats - Coastal Sharks | 26-25 |
| 30-3-2001 | Queensland Reds - Brumbies   | 15-23 |
| 30-3-2001 | Waikato Chiefs - Highlanders | 50-19 |
| 31-3-2001 | Waratahs - Auckland Blues    | 35-19 |
| 31-3-2001 | Crusaders - Hurricanes       | 29-41 |
|           |                              |       |

|           | 9ª giornata                      |       |
| --------- | -------------------------------- | ----- |
| 20-4-2001 | Highlanders - Brumbies           | 16-9  |
| 21-4-2001 | Northern Bulls - Waikato Chiefs  | 37-49 |
| 21-4-2001 | Stormers - Auckland Blues        | 12-26 |
| 22-4-2001 | Queensland Reds - Coastal Sharks | 32-27 |
| 22-4-2001 | Crusaders - Golden Cats          | 31-32 |
|           |                                  |       |

|           | 12ª giornata                 |       |
| --------- | ---------------------------- | ----- |
| 11-5-2001 | Auckland Blues - Hurricanes  | 36-17 |
| 11-5-2001 | Brumbies - Waikato Chiefs    | 49-6  |
| 11-5-2001 | Golden Cats - Northern Bulls | 19-21 |
| 12-5-2001 | Highlanders - Crusaders      | 26-21 |
| 12-5-2001 | Waratahs - Queensland Reds   | 20-25 |
| 12-5-2001 | Stormers - Coastal Sharks    | 19-23 |

### Classifica
|  |     | Squadra     | G  | V | N | P | PF  | PS  | B | Pt |
|  | --- | ----------- | -- | - | - | - | --- | --- | - | -- |
|  | 1.  | Brumbies    | 11 | 8 | 0 | 3 | 348 | 204 | 8 | 40 |
|  | 2.  | Sharks      | 11 | 8 | 0 | 3 | 322 | 246 | 6 | 38 |
|  | 3.  | Cats        | 11 | 7 | 0 | 4 | 285 | 244 | 6 | 34 |
|  | 4.  | Reds        | 11 | 6 | 0 | 5 | 300 | 277 | 8 | 32 |
|  | 5.  | Highlanders | 11 | 6 | 0 | 5 | 284 | 295 | 5 | 29 |
|  | 6.  | Chiefs      | 11 | 6 | 0 | 5 | 301 | 330 | 4 | 28 |
|  | 7.  | Stormers    | 11 | 5 | 0 | 6 | 278 | 285 | 6 | 26 |
|  | 8.  | Waratahs    | 11 | 5 | 0 | 6 | 306 | 302 | 5 | 25 |
|  | 9.  | Hurricanes  | 11 | 5 | 0 | 6 | 291 | 316 | 5 | 25 |
|  | 10. | Crusaders   | 11 | 4 | 0 | 7 | 307 | 331 | 7 | 23 |
|  | 11. | Blues       | 11 | 4 | 0 | 7 | 243 | 298 | 4 | 20 |
|  | 12. | Bulls       | 11 | 2 | 0 | 9 | 241 | 378 | 3 | 11 |

## Semifinali
| Durban 19 maggio 2001 | Sharks | 30 – 12 | Cats | ABSA Stadium |

| Canberra 19 maggio 2001 | ACT Brumbies | 30 – 6 | Reds | Bruce Stadium |

## Finale
| Arbitro: | Paddy O'Brien |

|                  |      |              |
| Roff (2), Giffin | mt   |              |
| A. Walker (3)    | tr   |              |
| A. Walker (5)    | c.p. | B. James (2) |